# Котовник мелкоцветковый
Котовник мелкоцветковый (лат. Nepeta parviflora) — однолетнее травянистое растение, вид рода Котовник (Nepeta) семейства Яснотковые (Lamiaceae).
Распространен на Кавказе, в лесостепной и степной зоне Украины, в Крыму.
Произрастает на степных участках и обнажениях.
Химический состав не изучен. Используется аналогично котовнику кошачьему.

## Ботаническое описание
Однолетнее растение высотой 5—30 см с тонким вертикальным корнем.
Стебель прямостоячий, простой или ветвистый, более или менее густо опушенный весьма короткими волосками.
Листья тонкие, гладкие, сверху светло-зелёные, снизу сизоватые. Нижние и средние листья яйцевидные или ланцетные, цельнокрайные, верхние листья более мелкие и узкие.
Цветки в малоцветковых полузонтиках. Венчик голубой или белый.
Цветёт в мае—июне. Плоды созревают в июне—июле.

## Таксономия
Вид Котовник мелкоцветковый входит в род Котовник (Nepeta) подсемейство Котовниковые (Nepetoideae) семейства Яснотковые (Lamiaceae) порядка Ясноткоцветные (Lamiales).
|  |                                      |  |                                                             |                                                             |                      |  | ещё 21 семейство (согласно Системе APG II) | ещё 21 семейство (согласно Системе APG II) |                           |  |  |  | ещё 81 род          | ещё 81 род                  |  |  |
|  |                                      |  |                                                             |                                                             |                      |  | ещё 21 семейство (согласно Системе APG II) | ещё 21 семейство (согласно Системе APG II) |                           |  |  |  | ещё 81 род          | ещё 81 род                  |  |  |
|  |                                      |  |                                                             | порядок Ясноткоцветные                                      |                      |  |                                            |                                            | подсемейство Котовниковые |  |  |  |                     | вид Котовник мелкоцветковый |  |  |
|  |                                      |  |                                                             | порядок Ясноткоцветные                                      |                      |  |                                            |                                            | подсемейство Котовниковые |  |  |  |                     | вид Котовник мелкоцветковый |  |  |
|  | отдел Цветковые, или Покрытосеменные |  |                                                             |                                                             | семейство Яснотковые |  |                                            |                                            | род Котовник              |  |  |  |                     |                             |  |  |
|  | отдел Цветковые, или Покрытосеменные |  |                                                             |                                                             |                      |  |                                            |                                            |                           |  |  |  |                     |                             |  |  |
|  |                                      |  | ещё 44 порядка цветковых растений (согласно Системе APG II) | ещё 44 порядка цветковых растений (согласно Системе APG II) |                      |  |                                            | ещё 7 подсемейств                          | ещё 7 подсемейств         |  |  |  | ещё около 250 видов |                             |  |  |
|  |                                      |  |                                                             | ещё 44 порядка цветковых растений (согласно Системе APG II) |                      |  |                                            |                                            | ещё 7 подсемейств         |  |  |  |                     |                             |  |  |